# Typosyllis curticirris
Typosyllis curticirris är en ringmaskart som beskrevs av Hartmann-Schröder 1981. Typosyllis curticirris ingår i släktet Typosyllis och familjen Syllidae. Inga underarter finns listade i Catalogue of Life.